# Кипар (провинција)
Кипар је била римска провинција која је обухватала острво Кипар у источном медитерану.
Главни град провинције је био у почетку Пафос a касније Саламис или Саламина.
Најзначајнији градови у провинцији су били Китион (данашња Ларнака) и Ледра (данашња Никозија).
Острво је анексирано од стране Рима 58. године п. н. е. и постојало је као провинција до 293. године када официјелно постаје део источног царства.